# Stanisław Olczak
Stanisław Olczak (ur. 4 kwietnia 1936 w Olesznie, zm. 3 września 2018 w Lublinie) – polski historyk i archiwoznawca, profesor nadzwyczajny KUL, profesor nauk humanistycznych.

## Życiorys
Specjalizował się w historii nowożytnej. Absolwent historii KUL (1956). Doktorat obronił w 1975 w Instytucie Historii UAM w Poznaniu na podstawie rozprawy Szkolnictwo parafialne w Wielkopolsce w XVII i XVIII wieku (promotor: Jerzy Topolski). W 1990 habilitował się na KUL na podstawie dorobku naukowego i rozprawy pt. Duchowieństwo parafialne diecezji poznańskiej w końcu XVI i pierwszej połowy XVII wieku. W 2005 otrzymał tytuł profesora nauk humanistycznych. Od 1964 zatrudniony jako bibliotekarz Zakładu Historii, od 1974 dokumentalista w Archiwum KUL. Adiunkt – 1984, profesor nadzwyczajny – 1993.
Pełnił funkcję sekretarza generalnego Towarzystwa Naukowego Katolickiego Uniwersytetu Lubelskiego Jana Pawła II. Do 2008 był kierownikiem Katedry Historii Ustroju i Administracji Polski Instytutu Historii KUL tej uczelni. Zajmował się szkolnictwem parafialnym oraz duchowieństwem na ziemiach polskich od XVI do XIX wieku oraz archiwoznawstwem.

## Ważniejsze publikacje
- Kościoły parafialne w archidiakonacie włocławskim XVI–XVIII w. (1978)
- Duchowieństwo parafialne diecezji poznańskiej w końcu XVI i w pierwszej połowie XVII wieku (1992)
- Szkolnictwo parafialne w Wielkopolsce w XVII i XVIII wieku (w świetle wizytacji kościelnych) (2004)